# Peter Heine Nielsen
Peter Heine Nielsen (Holstebro, 24 maggio 1973) è uno scacchista danese.

## Carriera
Divenne Grande maestro nel 1994, all'età di 21 anni.
Ha vinto cinque volte il campionato danese (1996-1999-2001-2003-2008).
È stato per molti anni uno dei principali secondi di Viswanathan Anand e successivamente di Magnus Carlsen.
È l'unico giocatore danese ad aver raggiunto la soglia dei 2700 punti Elo (luglio 2010).
Nel 2004 vinse il campionato europeo blitz su internet, sconfiggendo nella finale Michael Adams.
Nel 2006 vinse ad Aalborg la Fibertex Cup, un torneo di scacchi alla cieca, sconfiggendo nella finale Magnus Carlsen.

## Vita privata
È sposato con la Grande Maestro lituana Viktorija Čmilytė.